# Marcescência

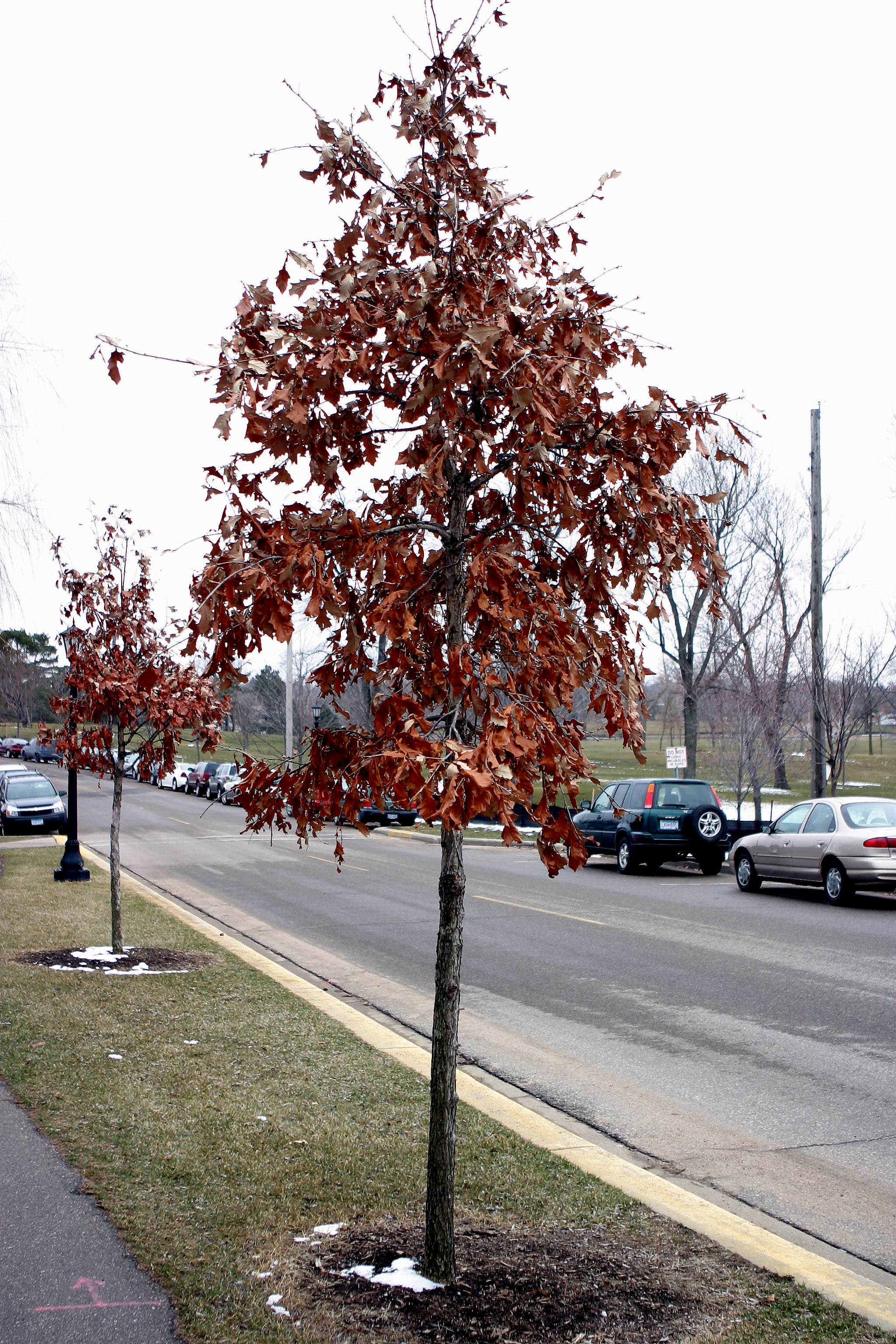
Árvore com folhagem marcescente.

A marcescência é, em botânica, a retenção de órgãos vegetais mortos, normalmente folhas, por algumas espécies de carvalhos (tais como o carvalho-português e o carvalho negral), de faias, de carpinos e de palmeiras, que, quando secam, não se soltam do tronco, ficando penduradas na árvore durante toda a estação fria (outono e inverno), cobrindo-a até à chegada da primavera, quando novas folhas ocupam o seu lugar.
Uma planta marcescente possui, assim, um comportamento intermédio entre as plantas caducifólias e as plantas perenes, já que as suas folhas secam no começo da estação fria (inícios de outono), à semelhança das plantas caducifólias, mas, apesar de mortas, a árvore preserva-as até à primavera, à semelhança do que se verifica em plantas perenes, sendo, então, substituídas por novas folhas.

## Benefícios
A permanência de folhas secas numa árvore por longos períodos de tempo confere-lhe um aspeto dissuasor para os grandes herbívoros que dela possam se alimentar, tais como veados e alces, já que folhas secas são menos nutritivas e têm, para eles, sabor desagradável. 